# フェルディナント・ケスラー
フェルディナント・ケスラー（Ferdinand Kessler, 1793年1月14日 - 1856年10月28日）は、ドイツのヴァイオリニスト、作曲家、音楽教師。

## 生涯
フランクフルト・アム・マインに生まれたケスラーは、父とゲオルク・ヤーコプ・フォルヴァイラーに学び、作曲したソナタやロンドといったピアノ曲などを出版した。著名な弟子にアントン・M・シュトルヒとフランツ・ヴュルナーがいる。

## 作品

### ピアノ曲
- 3つの易しいソナタ Op. 9 (Mainz: Schott, 1832[4])
  1. ハ長調
  2. ホ短調
  3. ニ長調
- 3つのソナタ Op. 10 (Mainz: Schott, 1832[5])
  1. ヘ長調
  2. ハ長調
  3. ト長調
- 4つの易しく段階的なロンドー Op. 11 (Frankfurt: Dunst, 1833[6])
  1. ヘ長調
  2. ト長調
  3. ニ長調
  4. ハ長調

### 室内楽曲
- ピアノとチェロのためのオペラのアリアによる2つの主題と変奏 Op. 14 (Frankfurt: Dunst, 1835[7])
  1. オベールの『フラ・ディアヴォロ』 ト長調
  2. オベールの『ポルティチの唖娘』 ト長調